# 동동의 여름방학
동동의 여름방학(A Summer At Grandpa's)은 대만에서 제작된 허우 샤오시엔 감독의 1984년 영화이다. 에드워드 양 등이 주연으로 출연하였다.

## 출연

### 주연
- 에드워드 양